# Gaston Thorn
Gaston Egmond Thorn (Luksemburg, 3. rujna 1928. - Luksemburg, 26. kolovoza 2007.) bio je luksemburški političar, služio je na brojnim visokim pozicijama, kako u zemlji, tako i u inozemstvu. Važniji položaji koje je obnašao bili su 19. premijer Luksemburga (1974. – 1979.), predsjednik Opće skupštine Ujedinjenih naroda (1975.) i sedmi predsjednik Europske komisije (1981. – 1985.).

## Životopis

### Život i karijera
Thorn je rođen u gradu Luksemburgu 3. rujna 1928. godine. Njegovo rano djetinjstvo proveo je u Strasbourgu gdje je njegov otac radio u francuskim željeznicama. Po izbijanju Drugog svjetskog rata obitelj se vratila u Luksemburg. Još dok je bio u školi bio je aktivan u otporu njemačkoj okupaciji i proveo je nekoliko mjeseci u zatvoru. Nakon rata u početku je studirao medicinu u Montpellieru, a zatim se promijenio studij i prebacio se na pravo na sveučilište u Lausanni i Parizu, i od 1955. radio je kao pravnik u Luksemburgu. Godine 1957. oženio se s novinarkom Liliane Petit i imali su jedno dijete. U politiku je ušao 1959. godine, član i zastupnik liberalne Demokratske stranke Luksemburga. Bio je član Europskog parlamenta od 1959. do 1969. i predsjednik Demokratske stranke od 1962. do 1969.
Thorn je bio ministar vanjskih poslova i ministar trgovine Luksemburga od 1969. do 1980., predsjednik luksemburške vlade od 1974. do 1979. i ministar gospodarstva od 1977. do 1980. Također je bio predsjednik Opće skupštine Ujedinjenih naroda od 1975. do 1976. u njezinom tridesetom zasjedanju.
Kao premijer od 1974. do 1979. predsjedavao je socijalističko-liberalnom koalicijom, između vlastite Demokratske stranke i Luksemburške socijalističke radničke stranke. Ovo je bila prva vlada Luksemburga od Drugog svjetskog rata koja nije uključivala dominantnu Kršćansko-socijalnu narodnu stranku (CSV) i bio je i prvi premijer koji nije član CSV. Bio je šef vlade iako je njegova stranka imala manje mjesta u parlamentu od njihovog koalicijskog partnera.

### Europska komisija
Godine 1980. Gaston Thorn je izabran za predsjednika Komisije Europskih zajednica (koja se danas naziva Europska unija), naslijedivši Roya Jenkinsa. Na dužnost je stupio 12. siječnja 1981. godine. Francuska i Ujedinjeno Kraljevstvo bile su protiv njegovog imenovanja za predsjednika Komisije, dok su njegovu kandidaturu podržale manje zemlje i Zapadna Njemačka, i to zbog sudjelovanja Luksemburga u izboru članova komisije.
Njegovo predsjedništvo obilježili su mnogi problemi, jer se poklopilo se s vremenom ekonomske i političke krize, tzv. euroskleroze, unutar Europske zajednice. Odnosi između Komisije i britanske vlade pod vodstvom Margaret Thatcher su u konfliktu zbog zahtjeva premijerke Tatcher da druge zemlje članice trebaju nadoknaditi štetu Ujedinjenom Kraljevstvu zbog njezinog navodno povećanog udjela u uplatama u proračun Komisije. Bilo je napetosti i zbog rezervi drugih vlada Europske zajednice prema ulozi Britanije u Falklandskom ratu i zbog protivljenja nekih europskih čelnika američkoj vanjskoj politici i raspoređivanja krstarećih raketa i Pershing raketa u Europi. U to je doba trajala i dugogodišnja gospodarska recesija i povremene prijetnje trgovinskim ratovima. Sve je to "stavilo na čekanje težnje Thorna i ostalih pristaša za daljim europskim integracijama". Međutim, kao predsjednik Europske komisije, Thorn je uspio postići dogovor o zajedničkoj politici u ribarstvu i postavio je temelj za pridruživanje Portugala i Španjolske Europskoj zajednici. Grčka se nedavno pridružila, baš kad je njegov mandat započeo 1981.
Iako se Thorn nije smatrao vrlo snažnim predsjednikom Komisije, tijekom njegova mandata Komisija je nastavila širiti svoje ovlasti i djelomično preuzeti neke funkcije nacionalnih vlada članica EZ-a i Europskog parlamenta. Često je Komisija ulazila u borbu za ovlasti s Europskim parlamentom. Thorn je postavio temelje jake Europske komisije i ostavio je svom nasljedniku Jacquesu Delorsu, koji je Komisiju odveo do vrhunca svoje moći.

### Poslije predsjedništva
Nakon što je 1985. napustio predsjedništvo Komisije, Thorn se krenuo podužetništvu. Bio je predsjednik najveće luksemburške medijske tvrtke CLT, i predsjednik Banque Internationale à Luxembourg od 1985. do 1999.
Nastavio je biti aktivan u politici i diplomaciji, kao predsjednik Međunarodnog europskog pokreta i kao član Trilateralne komisije, konferencije Bilderberg i odbora Jean Monnet. Postao je i predsjednik, a kasnije i počasni predsjednik Liberalne internacionale, skupine liberalnih političkih stranaka. Bio je oženjen s novinarkom Liliane Thorn-Petit (1933. – 2008.) i imali su jednog sina.

## Dodatni sadržaj
Osmrtnica, Daily Telegraph, 28. kolovoza 2007  Arhivirana inačica izvorne stranice od 18. veljače 2021. (Wayback Machine)